# جرقه‌سنج

نمای طرح‌وارهٔ برخورد فوتون با انرژی بالا با یک بلور سوسوزن را نشان می‌دهد که آغازگر انتشار فوتون‌های کم-انرژی می‌شوند که سپس تبدیل به فوتوالکترون شده و در فُتوفزون‌گر چندبرابر می‌شود

جرقه‌سنج یا شمارگر سوسوزن ابزاری برای آشکارسازی و اندازه‌گیری تابش‌های یونیزان با استفاده از اثر برانگیزش تابش فرودی بر روی یک ماده سوسوزن و آشکارسازی پالس‌های نوری حاصل است.
این دستگاه، شامل یک جرقه‌زننده است که در پاسخ به تابش، فوتون، یک آشکارساز نوری حساس (معمولا یک محفظه ضرب‌کننده نوری (PMT)، یک دوربین تزویج -باری (CCD)، یا یک دیود نوری) تولید می‌کند، که نور را به سیگنال‌های الکتریکی و الکترونیکی برای پردازش این سیگنال تبدیل می‌کند.
جرقه سنج‌ها به‌طور گسترده برای حفاظت در برابر پرتوها، سنجش مواد رادیواکتیو و تحقیقات فیزیک مورد استفاده قرار می‌گیرند، زیرا می‌توان آن‌ها را با هزینه کم تولید کرد و با بازدهی کوانتومی خوبی ساخت و می‌توانند همزمان شدت و میزان انرژی تابشی را اندازه‌گیری کنند.

## تاریخچه
جرقه‌سنج الکترونیکی نوین در سال ۱۹۴۴ توسط سر ساموئل کوران اختراع شد، که او روی پروژه منهتن در دانشگاه کالیفرنیا در برکلی کار می‌کرد. نیاز به اندازه‌گیری تابش‌های مقادیر کم اورانیوم وجود داشت و ابتکار او، استفاده از یکی از محفظه ضرب‌کننده نوری بود که بر اسا شمارش فلش‌های نوری که از سوسوزن ساطع می‌شد کار می‌کرد. این پژوهش بر اساس کار محققان قبلی مانند آنتونی هانری بکرل بَناشد که رادیواکتیویته را در حین کار بر روی فسفرسانس نمک‌های اورانیوم در سال ۱۸۹۶ کشف کرد. رویدادهای سوسوزنی پیش از این باید به سختی با چشم با استفاده از یک اسپینتاریزکوپ که یک میکروسکوپ ساده برای مشاهده فلاش‌های نور در سوسوزن بود، شناسایی می‌شد.

## عملیات

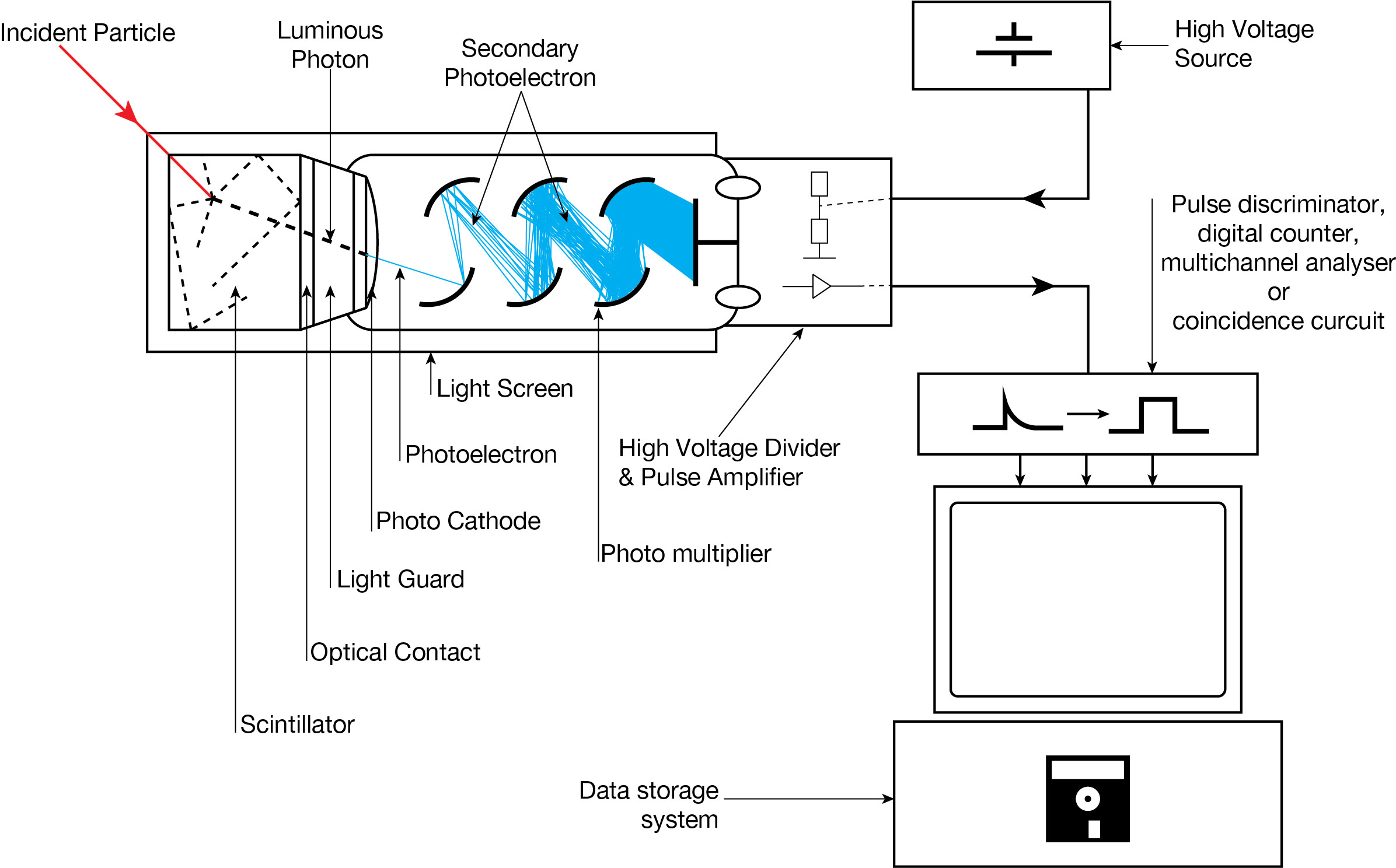
دستگاه با کریستال سوسوزن، محفظه فتوفزون‌گر و اجزای جمع‌آوری داده‌ها.

انیمیشن جرقه سنجی با استفاده از یک محفظه فتوفزون‌گر

هنگامی که یک ذره یونیزه کننده از داخل ماده سوسوزن عبور می‌کند، اتم‌ها در طول مسیر برانگیخته می‌شوند. برای ذرات باردار، مسیر، همان مسیر خود ذره است. در رابطه با پرتوهای گاما (بدون بار)، انرژی آن‌ها از طریق اثر فوتوالکتریک، پراکندگی کامپتون یا تولید جفت به یک الکترون پرانرژی منتقل می‌شود.
شیمی وا انگیزشی اتمی در جرقه سنج، انبوهی از فوتون‌های کم‌انرژی تولید می‌کند که معمولاً نزدیک طیف آبی در انتهای طیف مرئی است. این کمیت با انرژی ذخیره‌شده توسط ذرات یونیزه کننده متناسب است. این فوتون‌ها را می‌توان به کاتد نوری یک محفظه ضرب‌کننده نوری هدایت کرد که به دلیل اثر فوتوالکتریک حداکثر یک الکترون به ازای هر فوتون وارد شده ساطع می‌کند. این گروه از الکترون‌های اولیه توسط پتانسیل الکتریکی، شتاب گرفته و متمرکز می‌شوند به طوری که به اولین داینود در محفظه برخورد می‌کنند. برخورد تک الکترون به داینود، تعدادی الکترون ثانویه آزاد می‌کند که هرکدام برای ضربه‌زدن به داینود دوم شتاب می‌گیرند. در هر ضربه به داینود بعدی، الکترون‌های بیشتری آزاد می‌شوند، بنابراین اثر تقویت کننده جریان در هر مرحله داینودی ایجاد می‌شود. هر مرحله برای فراهم کردن میدان شتاب‌دهنده در پتانسیل بالاتری قرار دارد.
سیگنال خروجی حاصل در آند، یک پالس قابل اندازه‌گیری برای هر گروه از فوتون‌ها از یک پدیده یونیزه کننده اصلی در جرقه زن است که به کاتد نوری رسیده و اطلاعات مربوط به انرژی تابش پرتو اصلی را حمل می‌کند. هنگامی که تقویت کننده شارژ که اطلاعات انرژی را یکپارچه می‌کند، تغذیه می‌شود، یک پالس خروجی به دست می‌آید که متناسب با انرژی ذره‌ای است که جرقه زن را تحریک می‌کند.
تعداد چنین پالس‌هایی در واحد زمان نیز اطلاعاتی در مورد شدت تابش به ما می‌دهد. در بعضی از کاربردها، پالس‌های مجزا و منفرد شمارش نمی‌شوند، بلکه فقط میانگین جریان در آند به عنوان معیاری برای شدت تابش مورد استفاده قرار می‌گیرد.
جرقه‌زن باید در برابر تمام نورهای محیط عایق باشد تا فوتون‌های خارجی، در اثر تابش یونیزه نشوند. برای دستیابی به این هدف، اغلب یک فویل مات نازک، مانند مایلار آلومینیومی مورد استفاده قرار می‌گیرد، با این حال باید جرم کافی برای به حداقل رساند تضعیف بیش از حد تابش‌های اندازه‌گیری شده داشته باشد
مقاله شرح مفصلی از محفظه ضرب‌کننده نوری دارد.
جرقه‌زن شامل یک کریستال شفاف، معمولاً فسفر، پلاستیک (معمولاً حاوی آنتراسن) یا مایع آلی (به شمارش سوسوزن مایع مراجعه کنید) می‌باشد که هنگام برخورد پرتوهای یونیزه شده، فلورسانس می‌شود.
سزیم یدید (CsI) در فرم کریستالی به عنوان جرقه زن برای شناسایی پروتون‌ها و ذرات آلفا استفاده می‌شود. سدیم یدید (NaI) که حاوی مقادیر کمی از تالیم است، به عنوان جرقه زن برای آشکارسازی امواج گاما به کار برده می‌شود و روی سولفید (ZnS) به‌طور گسترده به عنوان آشکارساز ذرات آلفا استفاده می‌شود. روی سولفید ماده‌ای است که رادرفورد، آن زا برای انجام آزمایش پراکنش خود به کار برد. لیتیم یدید (LiI) نیز در آشکارسازهای نوترونی استفاده می‌شود.

## بازده آشکارساز

### گاما
بازده کوانتومی یک آشکارساز پرتو گاما (در واحد حجم) به چگالی الکترون‌ها در آشکارساز بستگی دارد و در برخی مواد جرقه زن مانند سدیم یدید و ژرمنات بیسموت ، برخی از عناصری تشکیل‌دهنده آن به دلیل داشتن اعداد اتمی بالا، به چگالی الکترونی بالایی دست می‌یابند. با این حال، آشکارسازهای مبتنی بر نیمه‌هادی‌ها، به ویژه ژرمانیوم خالص، قدرت تفکیک انرژی درونی بهتری نسبت به جرقه زن‌ها دارند و برای طیف‌سنجی پرتو گاما ترجیح داده می‌شوند.

### نوترون
در مورد آشکارسازهای نوترونی، بازده بالا از طریق استفاده از مواد جرقه زن غنی از هیدروژن حاصل می‌شود که نوترون‌ها را به‌طور کارامد پراکنده می‌کند. جرقه سنج‌های مایع، وسیله ای کارآمد و کاربردی برای تعیین مقدار تابش پرتو بتا هستند.

## کاربردها

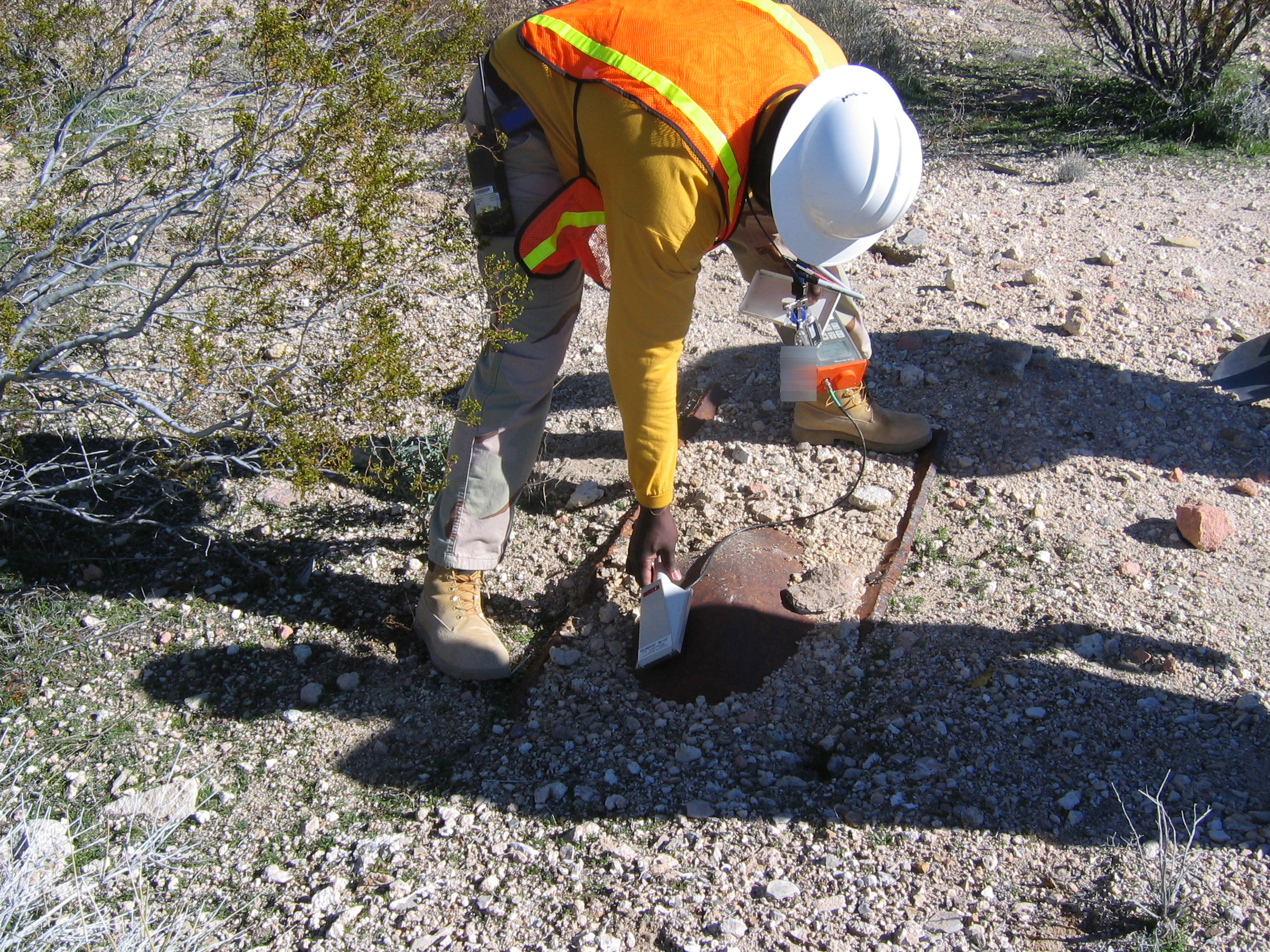
ردیاب جرقه زن برای اندازه‌گیری میزان آلودگی رادیواکتیو سطحی استفاده می‌شود. ردیاب تا حد امکان به جسم نزدیک می‌شود

جرقه سنج‌ها برای اندازه‌گیری میزان تابش در انواعی از کاربردها مورد استفاده قرار می‌گیرند. به عنوان مثال اندازه‌گیری میزان تابش به‌طور دستی، (میزان تابش بر روی) کارکنان و نظارت محیطی برای آلودگی رادیواکتیوی، تصویربرداری پزشکی، سنجش رادیومتریک، امنیت هسته ای و ایمنی نیروگاه هسته ای.
چندین محصول در بازار با استفاده از جرقه سنج‌ها برای تشخیص مواد بالقوه خطرناک ساطع کننده گاما در طول حمل و نقل معرفی شده‌اند. این (محصولات) شامل جرقه سنج‌هایی هستند که برای پایانه‌های حمل و نقل، امنیت مرزی، بندرها، کاربردهای توزین پل، محوطه‌های ضایعات فلزی و نظارت بر آلودگی زباله‌های هسته ای طراحی شده‌اند. انواعی از جرقه سنج وجود دارد که بر روی کامیون‌ها و هلیکوپترها نصب شده‌اند که در صورت بروز وضعیت امنیتی به دلیل بمب‌های آلوده یا زباله‌های رادیواکتیو واکنش سریعی از خود نشان دهند. دستگاه‌های دستی نیز معمولاً مورد استفاده قرار می‌گیرند.

### راهنمای استفاده از کاربردها
در بریتانیا، اداره بهداشت و امنیت، یا HSE، یک یادداشت راهنمای کاربری برای  انتخاب ابزار اندازه‌گیری تابش مناسب برای کاربردهای مربوطه منتشر کرده است.  این یادداشت، تمام ابزارها با تکنولوژی تابش را پوشش می‌دهد و یک راهنمای مقایسه‌ای مفید برای استفاده از جرقه سنج‌ها است.

## حفاظت در برابر پرتو

### آلودگی آلفا و بتا

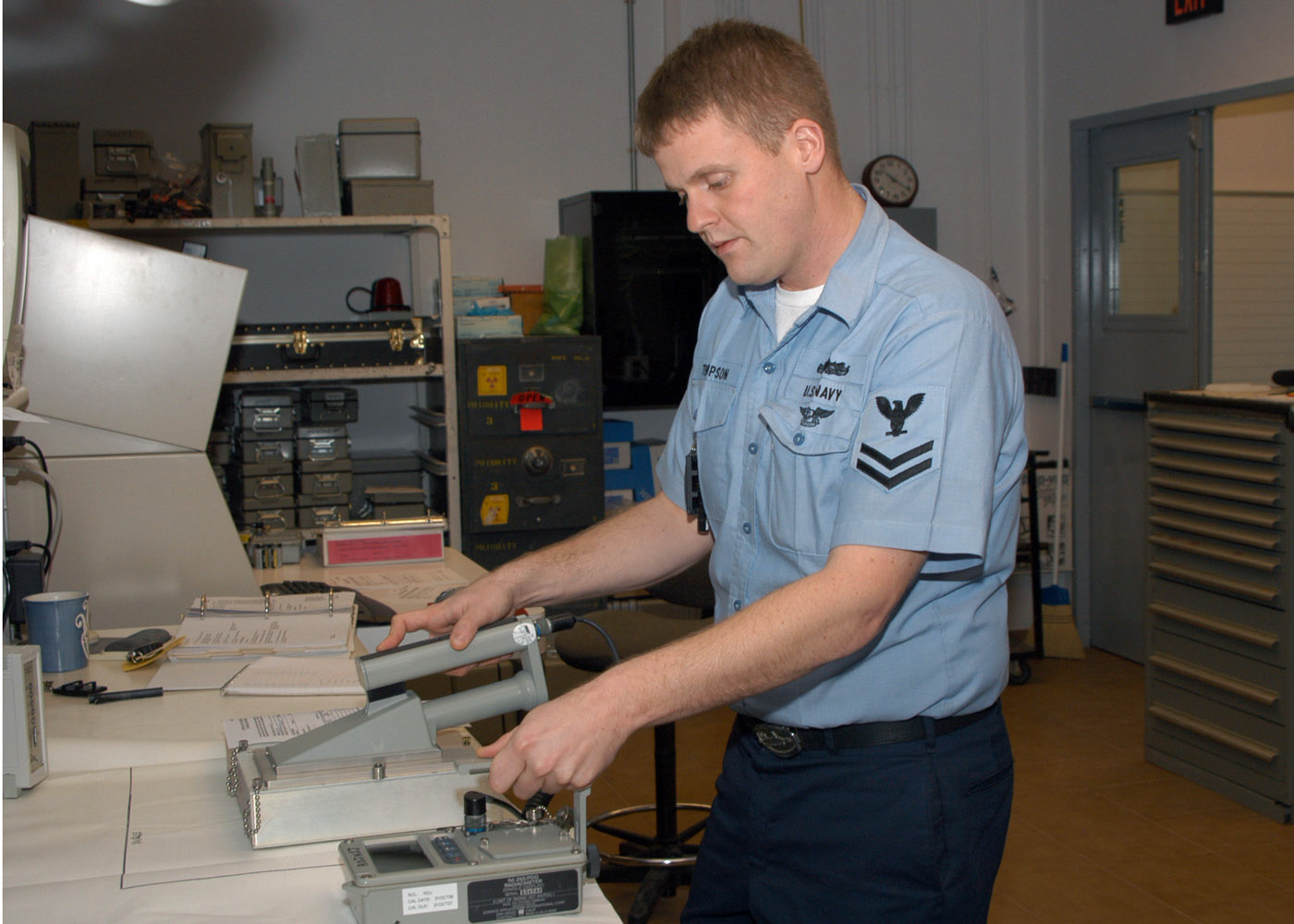
رادار جرقه زن دستی آلفا با مساحت زیاد تحت کالیبراسیون با منبع صفحه‌ای.

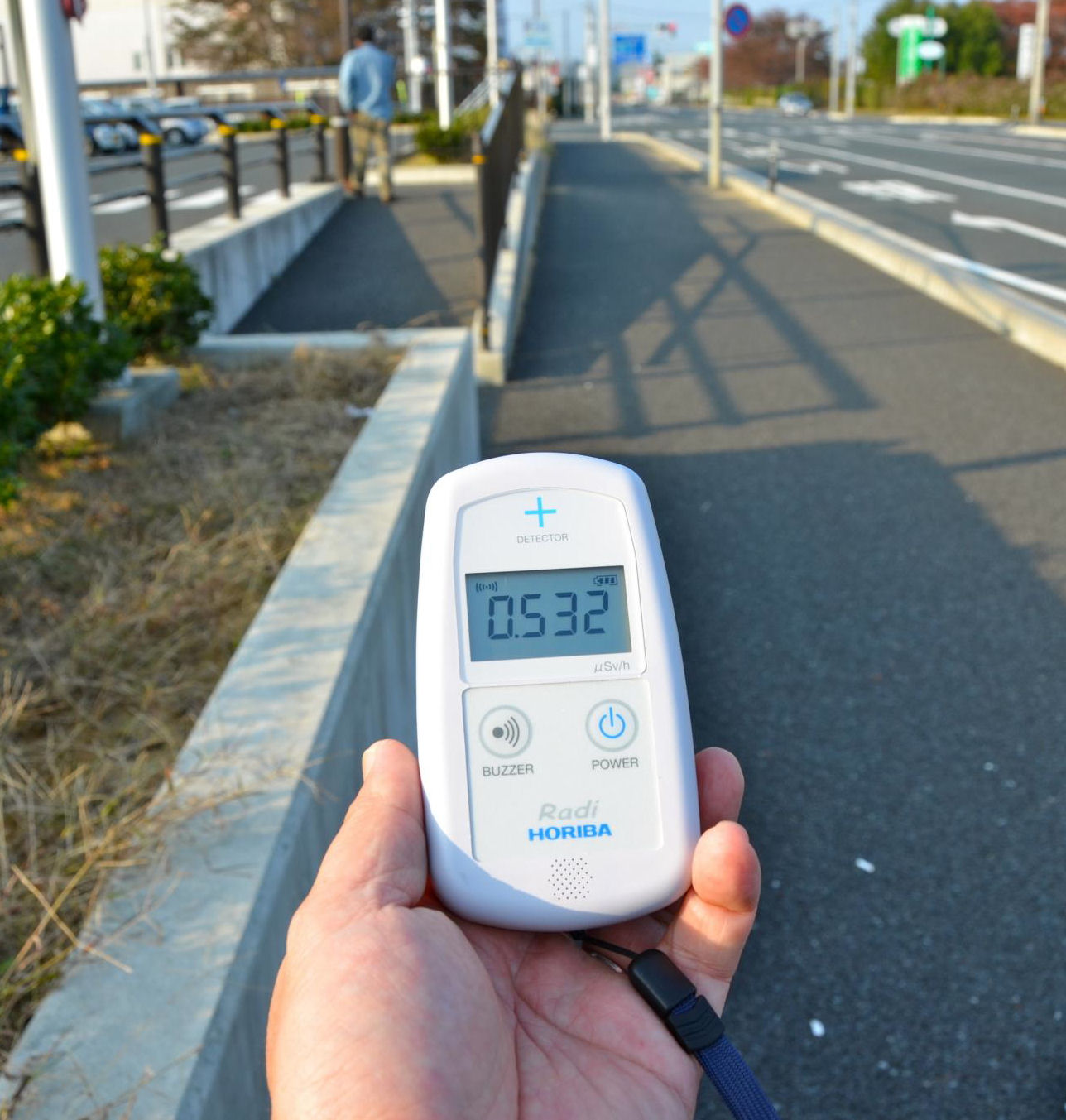
جرقه سنج دستی که دوز گامای محیطی را می‌خواند. موقعیت آشکارساز داخلی با ضربدر نشان داده می‌شود

مانیتورهای آلودگی رادیواکتیو، برای بررسی‌های منطقه ای یا شخصی نیازمند یک منطقه تشخیصی بزرگ است تا از پوشش کارآمد و سریع سطوح پایش، اطمینان حاصل کند. برای این کار، یک جرقه زن نازک با پنجره‌ای بزرگ و یک محفظه ضرب‌کننده نوری یکپارچه مناسب است. آنها برنامه‌های کاربردی گسترده‌ای در زمینه نظارت بر آلودگی رادیواکتیو بر پرسنل و محیط زیست پیدا می‌کنند. آشکارسازها به گونه ای طراحی شده‌اند که بسته به کاربرد، یک یا دو ماده جرقه زن داشته باشند. آشکارسازهای «تک فسفر» برای آلفا یا بتا و آشکارسازهای «فسفر دوگانه» برای تشخیص هر دو استفاده می‌شوند.
جرقه زن‌هایی مانند روی سولفید برای تشخیص ذرات آلفا استفاده می‌شود، در حالی که جرقه زن‌های پلاستیکی برای تشخیص بتا مورد استفاده قرار می‌گیرند. انرژی جرقه حاصل را می‌توان آنالیز کرد به طوری که شمارش آلفا و بتا می‌تواند به‌طور جداگانه با یک آشکارساز اندازه‌گیری شود. این روش در استفاده از هر دو روش دستی و تجهیزات مانیتورینگ ثابت استفاده می‌شود و چنین ابزارهایی در مقایسه با آشکارساز گازی تناسبی، نسبتاً ارزان هستند.

### گاما
از مواد جرقه زن برای اندازه‌گیری دز گامای محیط استفاده می‌شود، اگرچه ساختاری متفاوت از آن برای تشخیص آلودگی استفاده می‌شود، بنابراین نیازی به صفحه نازک نیست.

## به عنوان یک طیف‌سنج

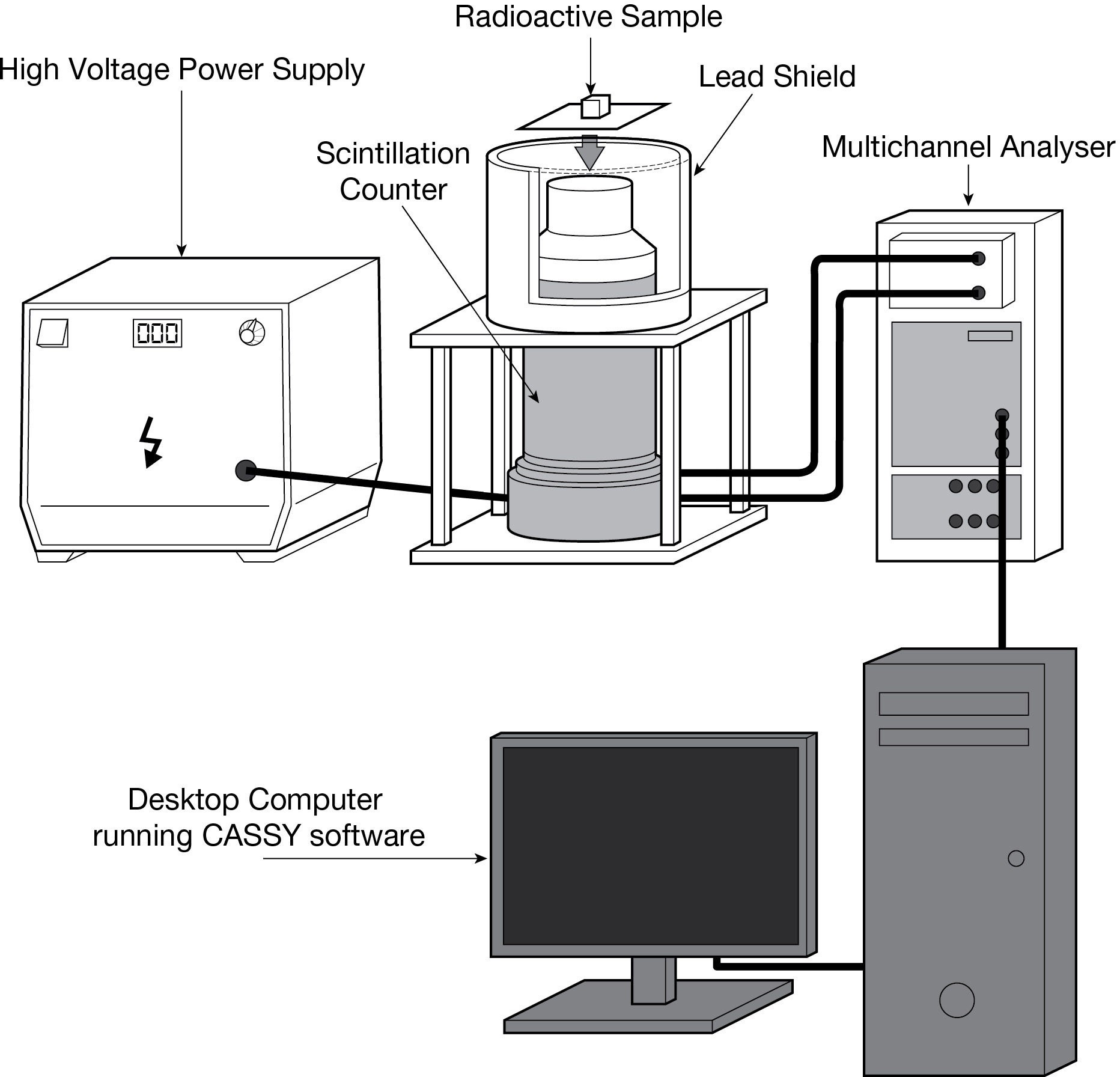
اندازه‌گیری طیف پرتو گاما با یک جرقه سنج. ولتاژی بالا جرقه سنج را هدایت می‌کند که سیگنال‌ها را به تحلیل‌گر چندکانالی (MCA) و رایانه می‌فرستد.

جرقه زن‌ها معمولاً تک فوتون حاصل از تابشی پرانرژی را به تعداد زیادی فوتون کم‌انرژی تبدیل می‌کنند که در آن تعداد فوتون‌ها در هر مگاالکترون‌ولت انرژی ورودی تقریباً ثابت است؛ بنابراین با اندازه‌گیری شدت فلاش (تعداد فوتون‌های تولید شده توسط فوتون پرتو ایکس یا گاما) می‌توان انرژی فوتون اصلی را تشخیص داد.
این طیف‌سنج از یک کریستال جرقه زن مناسب، یک محفظه ضرب‌کننده نوری و یک مدار برای اندازه‌گیری ارتفاع پالس‌های تولید شده توسط ضرب‌کننده نوری تشکیل شده است. پالس‌ها بر اساس ارتفاع‌شان شمارش و طبقه‌بندی می‌شوند و نمودار x-y تشکیل می‌شود که در آن، محور عمودی، روشنایی فلاش سوسوزن و محور افقی تعداد فلاش‌ها است که طیف انرژی تابشی را با برخی خطاهای تکنیکی تخمین می‌زند. تابش گامای تک رنگ در انرژی خود پیک نوری ایجاد می‌کند. آشکارساز همچنین پاسخ در انرژی‌های پایین‌تر، ناشی از اثر پراکندگی کامپتون، دو قله فرار کوچکتر در انرژی‌های ۰٫۵۱۱ و ۱٫۰۲۲ مگا ولت زیر پیک نوری برای ایجاد جفت الکترون-پوزیترون‌ها در هنگام فرار یک یا هر دو فوتون نابودی و یک قله را نشان می‌دهد. وقتی دو یا چند فوتون تقریباً به‌طور همزمان به آشکارساز برخورد می‌کنند، انرژی‌های بالاتر را می‌توان اندازه‌گیری کرد، که به صورت مجموع پیک‌ها با انرژی‌هایی تا مقدار دو یا چند پیک نوری اضافه شده ظاهر می‌شوند